# Гуранська Тетяна Володимирівна
Тетяна Володимирівна Гуранська (нар. 12 серпня 1977) — українська волейболістка, Кандидат у майстри спорту України. Учасниця Літніх Паралімпійських ігор 2016 року.
Займається у секції волейболу Дніпропетровського обласного центру «Інваспорт». Виборола І місце у командному заліку на Чемпіонаті Європи 2013 року.